# Filet (dispositif)
 (juin 2025).
Pour les articles homonymes, voir Filet.

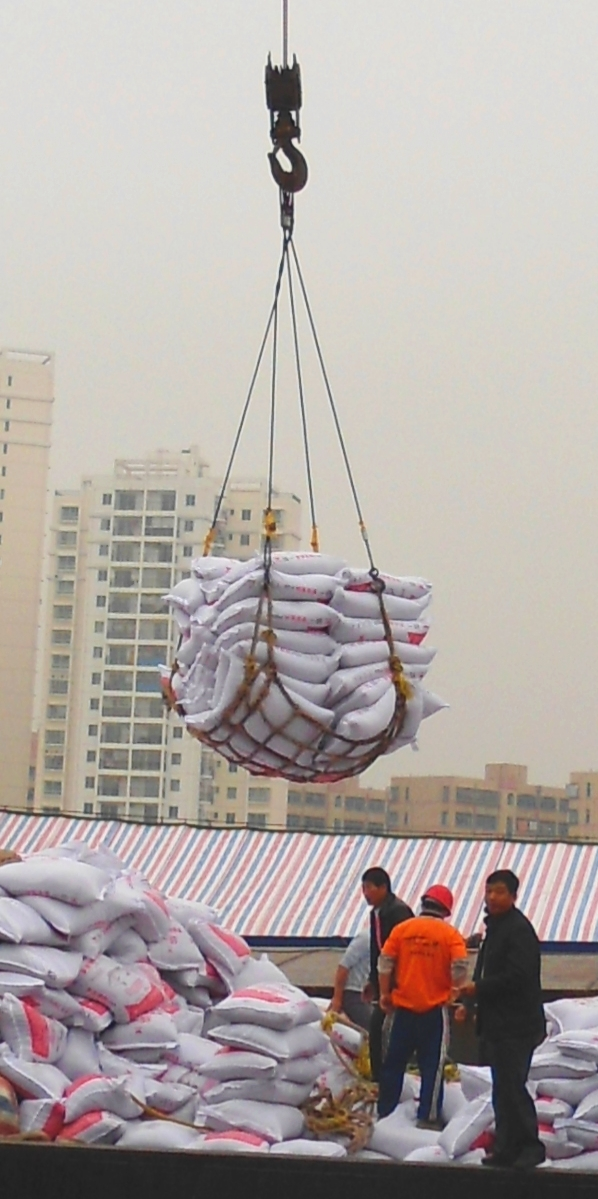
Un filet de chargement utilisé pour décharger des sacs d'un navire au nouveau port de Haikou, ville de Haikou, Hainan, Chine

Un filet est un assemblage de fils ou de brins noués et entrelacés en une structure semblable à une grille qui bloque le passage d'objets volumineux, tout en laissant passer les petits objets et les fluides. Il nécessite moins de matériau qu'un élément semblable à une feuille, et offre un degré de transparité, ainsi qu'une flexibilité et une légèreté.
Les filets ont été construits par les êtres humains depuis au moins la période mésolithique pour capturer ou retenir des objets. Leur structure ouverte procure une légèreté et une flexibilité qui permettent de les transporter et de les manipuler avec une relative facilité, ce qui les rend précieux pour des tâches méthodiques telles que la chasse, la pêche, le sommeil et le transport,.

## Histoire

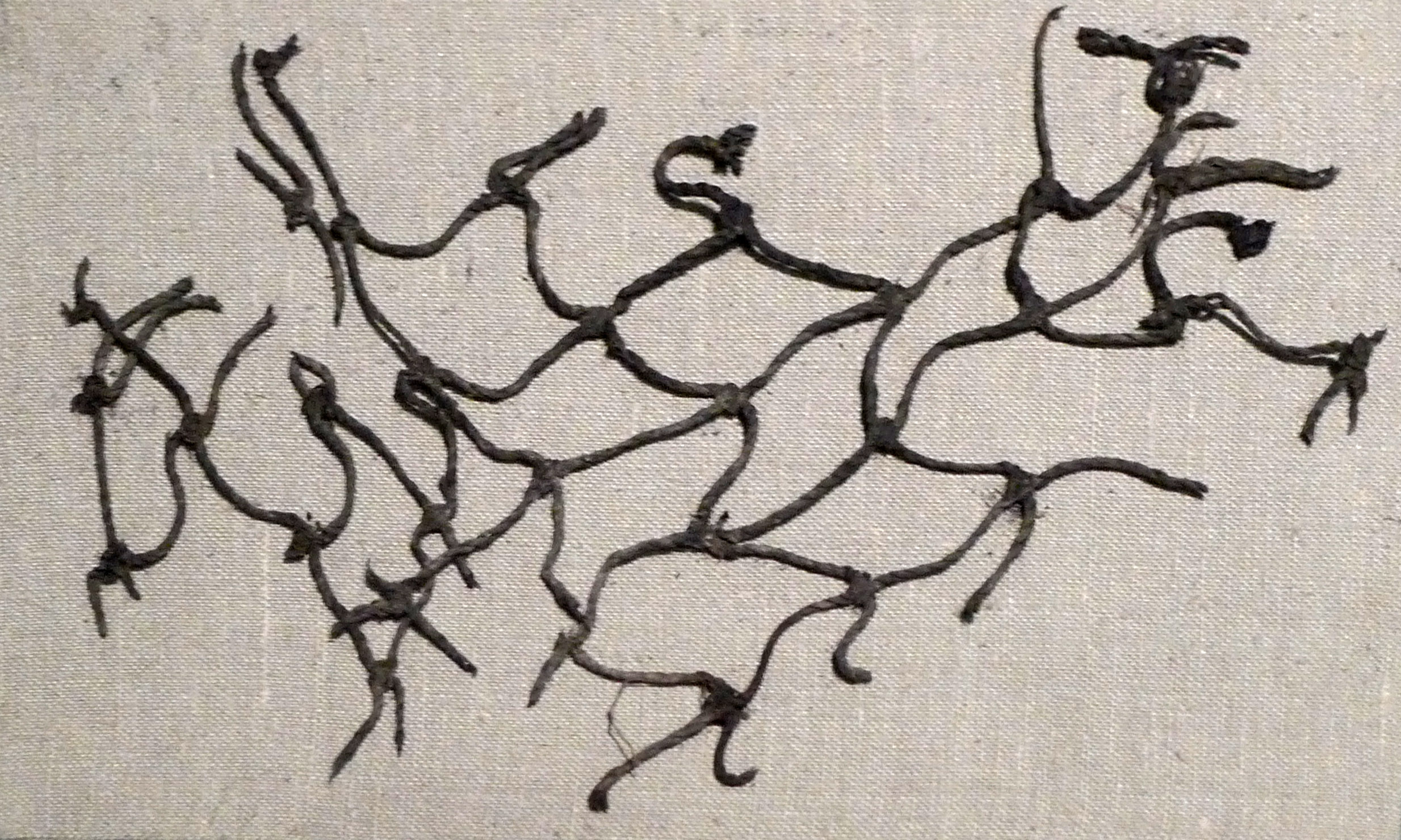
Un fragment de filet de pêche du néolithique.

Les plus anciens filets découverts datent de l'ère mésolithique, mais les filets ont pu exister dès l'ère paléolithique supérieure. Les filets sont généralement fabriqués à partir de matériaux périssables et laissent peu de traces archéologiques. Certains filets sont conservés dans la glace ou les tourbières, et il existe également des empreintes de filets dans l'argile.

## Fabrication et réparation de filets

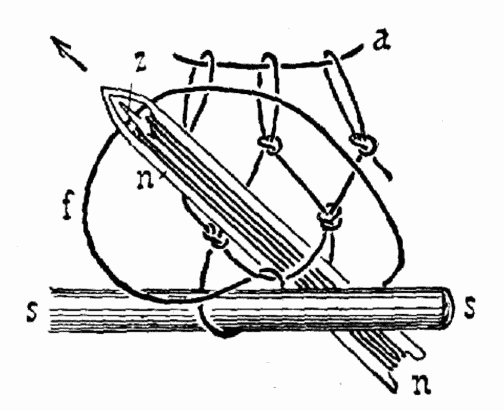
Une méthode de fabrication de filets consiste à faire des nœuds de bouline à l'aide d'une aiguille à filet et d'un gabarit. Légende : *a) corde de tête *f) boucle du nœud de bouline en cours de nouage *n) navette à filet *s) gabarit *z) languette de la navette à filet (facilite le chargement de la ficelle pour qu'elle ne se torde pas lors de son utilisation)

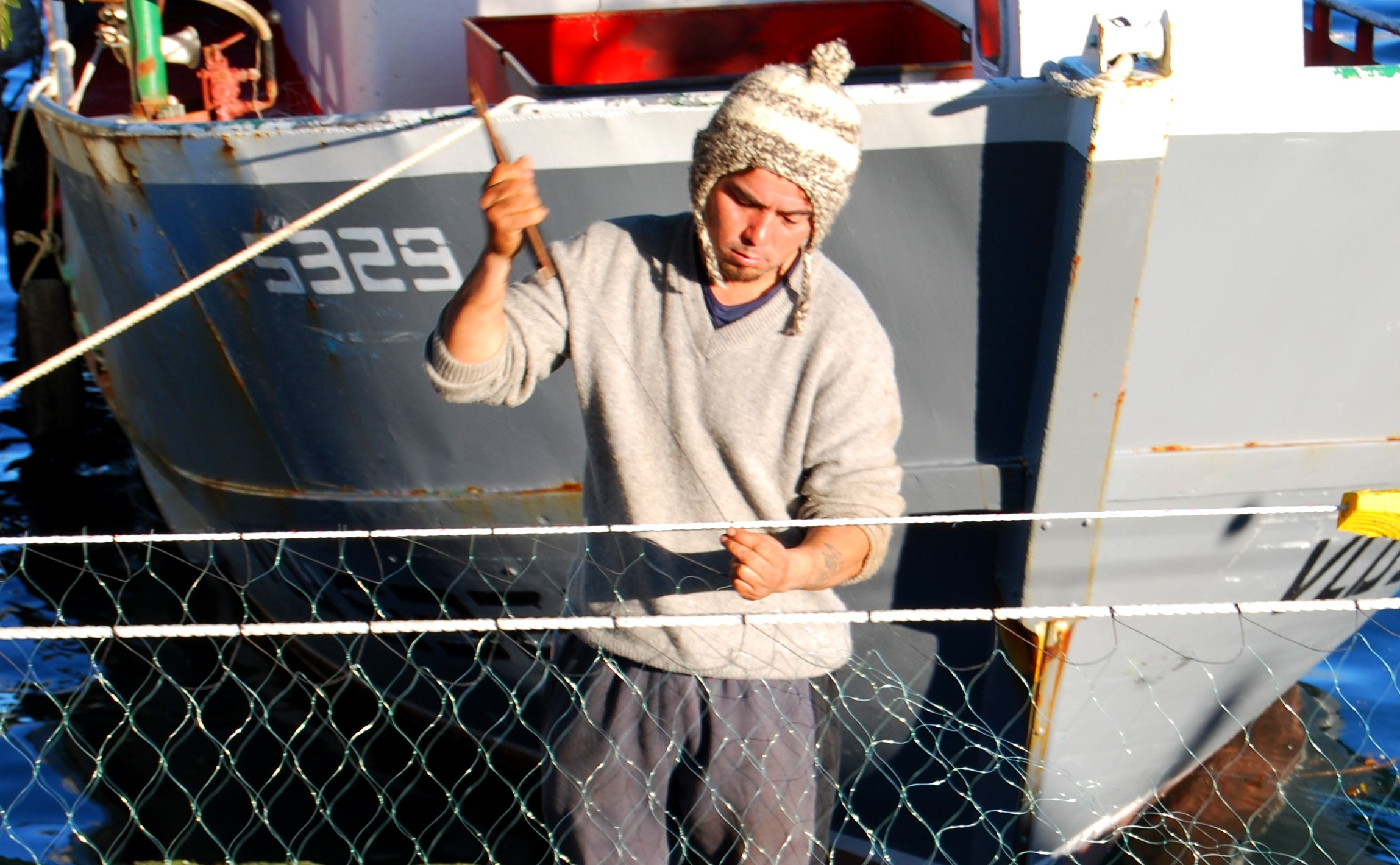
Réparation d'un filet ; fixation d'une longueur de filet à une nouvelle corde de tête. Notez que, de manière inhabituelle, le gabarit de la rangée en cours de travail est plus grand que le gabarit du reste du filet.

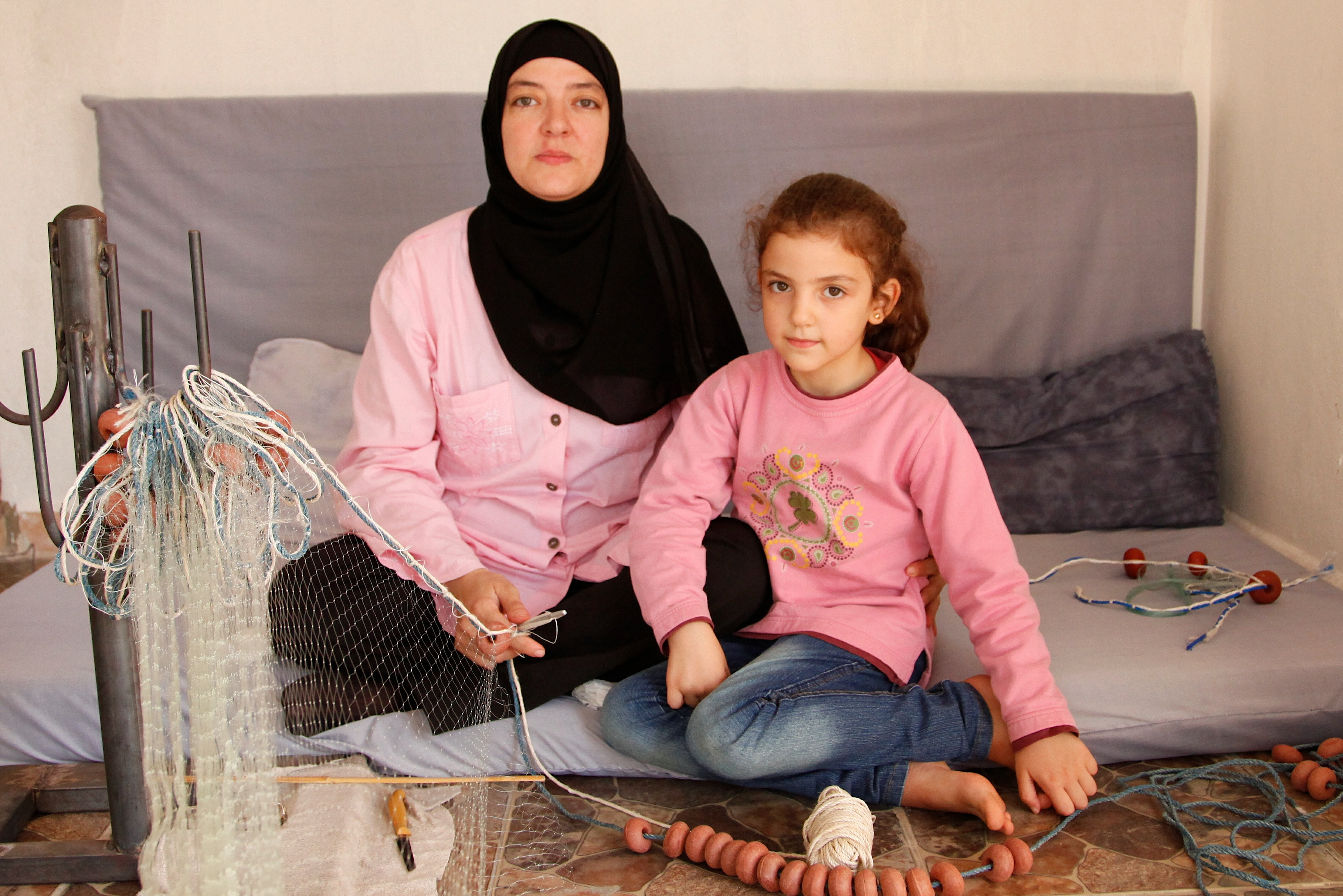
Certains filets sont encore fabriqués à la main. Cette image de 2013 montre une réfugiée syrienne au Liban dans sa maison, nouant manuellement un filet de pêche destiné à la vente.

À l'origine, tous les filets étaient fabriqués à la main. La construction commence à partir d'un point unique pour les filets ronds tels que les filets bourses, les sacs-filets ou les filets à cheveux, mais les filets carrés commencent généralement par une corde de tête. Une ligne est attachée à la corde de tête à intervalles réguliers, formant une série de boucles. Cela peut être fait en utilisant des nœuds simples coulants ou d'autres nœuds, tels que des nœuds de cabestan. Les rangées suivantes sont ensuite travaillées en utilisant des nœuds de bouline, comme le montre le diagramme, ou un autre nœud. Certains filets, comme les hamacs, peuvent être bouclés plutôt que noués.
Pour éviter de tirer une longue longueur de ficelle libre à travers chaque nœud, la ficelle est enroulée sur une navette à filet ou une aiguille à filet. Ceci doit être fait correctement pour éviter qu'elle ne se torde lors de son utilisation, mais rend la production de filets beaucoup plus rapide. Un gabarit – souvent un bâton lisse – est utilisé pour maintenir les boucles de même taille et le maillage uniforme. La première et la dernière rangée sont généralement réalisées en utilisant un gabarit de demi-taille, de sorte que les bords du filet soient lisses. Il existe aussi des filets sans nœuds.
Certains filets sont encore façonnés par leurs utilisateurs finaux, bien que les filets soient maintenant souvent noués à la machine.
Lorsqu'un trou se forme dans un filet, il y a moins de trous qu'avant que le filet ne soit déchiré. Cependant, la concentration de contrainte aux bords du trou provoque souvent sa déchirure supplémentaire, rendant les réparations rapides importantes. Réparer les filets à la main reste une compétence importante pour ceux qui travaillent avec eux.

## Matériaux
Les filets peuvent être fabriqués en utilisant presque tout type de fibre. Les matériaux traditionnels des filets variaient selon ce qui était disponible localement ; les premiers filets de pêche européens étaient souvent fabriqués en lin, par exemple. Les matières synthétiques plus durables sont maintenant assez universelles. Les filets en monofilament de nylon sont transparents, et sont donc souvent utilisés pour la pêche et le piégeage.

## Propriétés structurelles

Finition d'un hamac maya, qui est torsadé plutôt que noué.

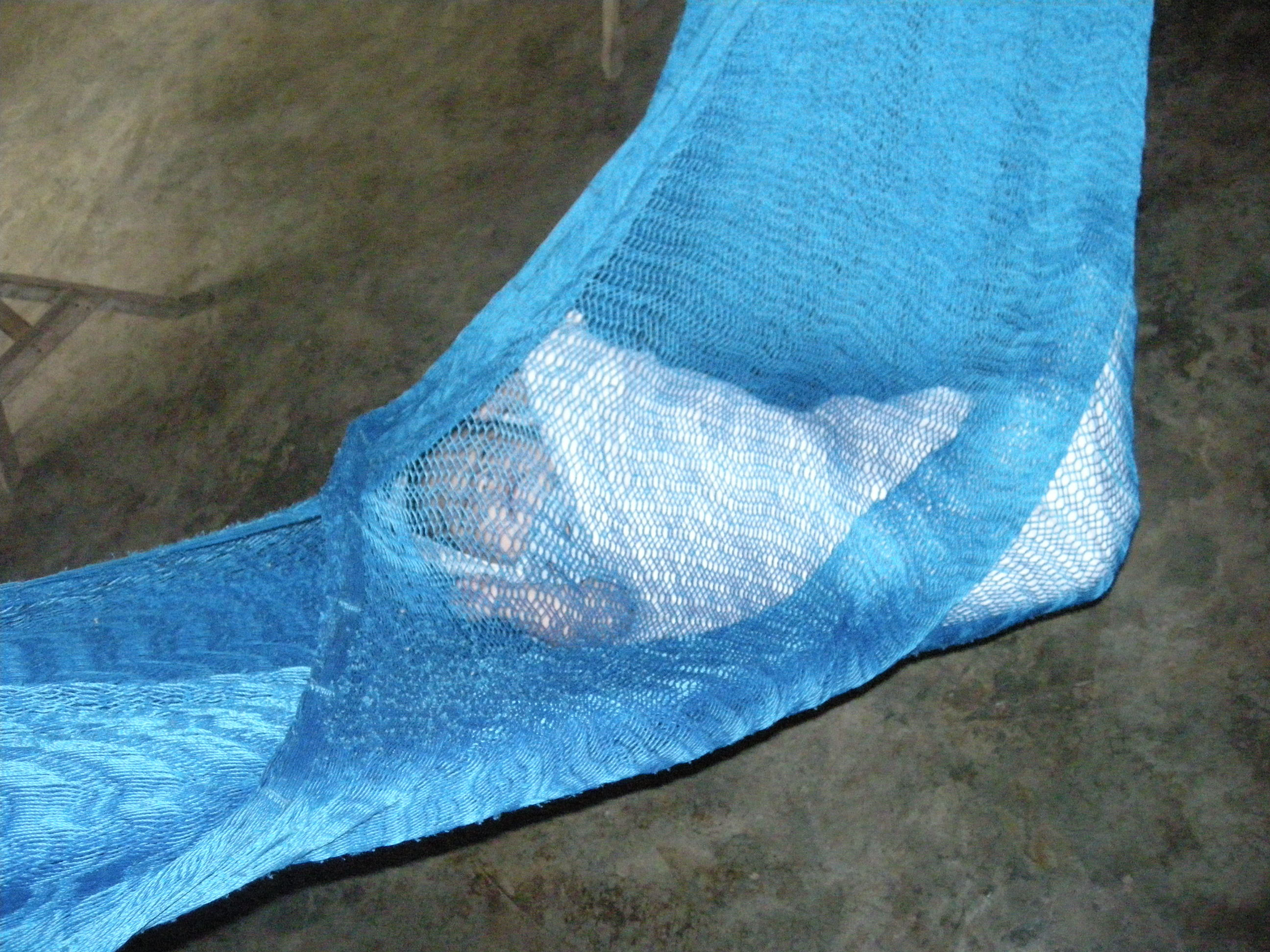
Le filet torsadé d'un hamac maya est très élastique, lui permettant de tenir ce bébé endormi en sécurité.

Les filets, comme les tissus, s'étirent moins le long de leurs brins constitutifs (les « barres » entre les nœuds) que diagonalement à travers les espaces du maillage. Ils sont, pour ainsi dire, fabriqués en biais. Le choix du matériau utilisé affecte également les propriétés structurelles du filet. Les filets sont conçus et construits pour leur usage spécifique en modifiant les paramètres du tissage et le matériau utilisé. Les filets de sécurité, par exemple, doivent décélérer graduellement la personne qui les heurte, généralement en ayant une courbe contrainte-déformation concave vers le haut, où la force nécessaire pour étirer le filet augmente plus le filet est étiré,.

## Utilisations

### Transport
Les exemples incluent les filets de chargement et les sacs-filets. Certains légumes, comme les oignons, sont souvent expédiés dans des filets.

### Sport
Les filets sont utilisés dans les buts sportifs et dans des jeux tels que le football, le basketball, le bossaball et le hockey sur glace. Un filet sépare les adversaires dans divers sports de filet tels que le volleyball, le tennis, le badminton et le tennis de table, où la balle ou le volant doit passer par-dessus le filet pour rester en jeu. Un filet peut également être utilisé pour la sécurité pendant l'entraînement, comme au cricket.

### Capture d'animaux
Les filets pour capturer les animaux comprennent les filets de pêche, les filets à papillons, les filets anti-oiseaux et les filets de piégeage tels que les filets bourses et les filets longs. Certains, comme les filets japonais, les filets-fusées et les fusils à filet, sont conçus pour ne pas blesser les animaux capturés. Les filets de camouflage peuvent également être utilisés.

### Mobilier
Les hamacs, les filets de sécurité et les moustiquaires sont basés sur des filets. Certains meubles incluent un filet tendu sur un cadre. Les bateaux multicoques peuvent avoir des trampolines en filet tendus entre leurs coques.

### Vêtements
Les filets à cheveux, la dentelle de filet et la broderie sur filet sont des filets vestimentaires.

### Conflit armé
Les filets anti-sous-marins et les filets anti-torpilles peuvent être posés par des navires mouilleurs de filets.